# Paren Dizen
Paren Dizen, ili na Starom jeziku Paaren Disen, je izmišljeni grad u serijalu knjiga Roberta Džordana, Točku vremena.
Paren Dizen je bio najveći grad Doba legendi, i bio je centralno sedište vlasti tog vremena. U njemu se takođe nalazila i Dvorana sluga, koja je bila sedište moći Aes Sedai. Nevezano za to što je bio politički centar, Paren Dizen je takođe bio poznat i kao najlepši grad Doba Legendi. Bio je pun čuda arhitektonske genijalnosti. Dvorana sluga je bila jedno do tih velelepnih zdanja. Tokom Rata Moći, Luis Terin je pobedio Izgubljenog Išamaela na kapijama Paren Dizena. Paren Dizen je uništen za vreme Slamanja Sveta.

## Literatura
- Robert Jordan's The Wheel of Time series Архивирано на веб-сајту  (5. март 2013)
- [мртва веза]